# Marcel van den Broecke
Marcel Peter René van den Broecke (Amsterdam, 25 mei 1942 -  Bilthoven 8 maart 2020) was een Nederlands specialist in fonetiek en in cartografie, met name in de historische kaarten van Abraham Ortelius.  

## Studies
Van den Broecke volgde de middelbare school aan het Barlaeus Gymnasium in Amsterdam en studeerde daarop een jaar scheikunde aan de Brandeis-universiteit, Waltham (Massachusetts). Vervolgens studeerde hij Engels, Algemene Taalwetenschappen en fonetiek aan de Universiteit van Amsterdam. 
In 1976 promoveerde hij cum laude tot doctor in de letteren aan de Universiteit Utrecht op de studie Hierarchies and rank orders in Distinctive Features.
Van den Broecke studeerde in 1982 en 1983 historische cartografie bij professor Günther Schilder aan de Universiteit Utrecht. In 2009 promoveerde hij tot doctor in de ruimtelijke wetenschappen, opnieuw aan de Utrechtse universiteit, nu op het proefschrift Ortelius, Theatrum Orbis Terrarum.(1570-1641). Characteristics and development of a sample of on verso map texts.

## Beroepsactiviteiten
Aan de Universiteit van Utrecht werkte hij als wetenschappelijk hoofdmedewerker (assistent-hoogleraar) in Engels en Fonetiek. 
Verder was hij:
- secretaris-generaal van het 10th International Congress of Phonetic Sciences en redigeerde de Preprints en Postprints van dat congres, Utrecht, 1983.
- redacteur van Sound Structures, studies presented to Antonie Cohen, Foris, 1983, 318 pp. en beschreef daarin zijn reconstructie van de spraakmachine van Wolfgang von Kempelen (1790).
- eindredacteur van het Progress Report of the Institute of Phonetics Utrecht (PRIPU)(1977-1988), en van het Journal of Phonetics, Academic Press, London (1985-1990).

Zijn postuniversitaire activiteiten omvatten:
- directeur van de Stichting voor Publieksvoorlichting voor Wetenschap en Techniek (PWT) (1988-1995);
- directeur van het Humanistisch Verbond (1995-1997);
- directeur van het International Statistical Institute in Den Haag (1997-2003).

## Ortelius

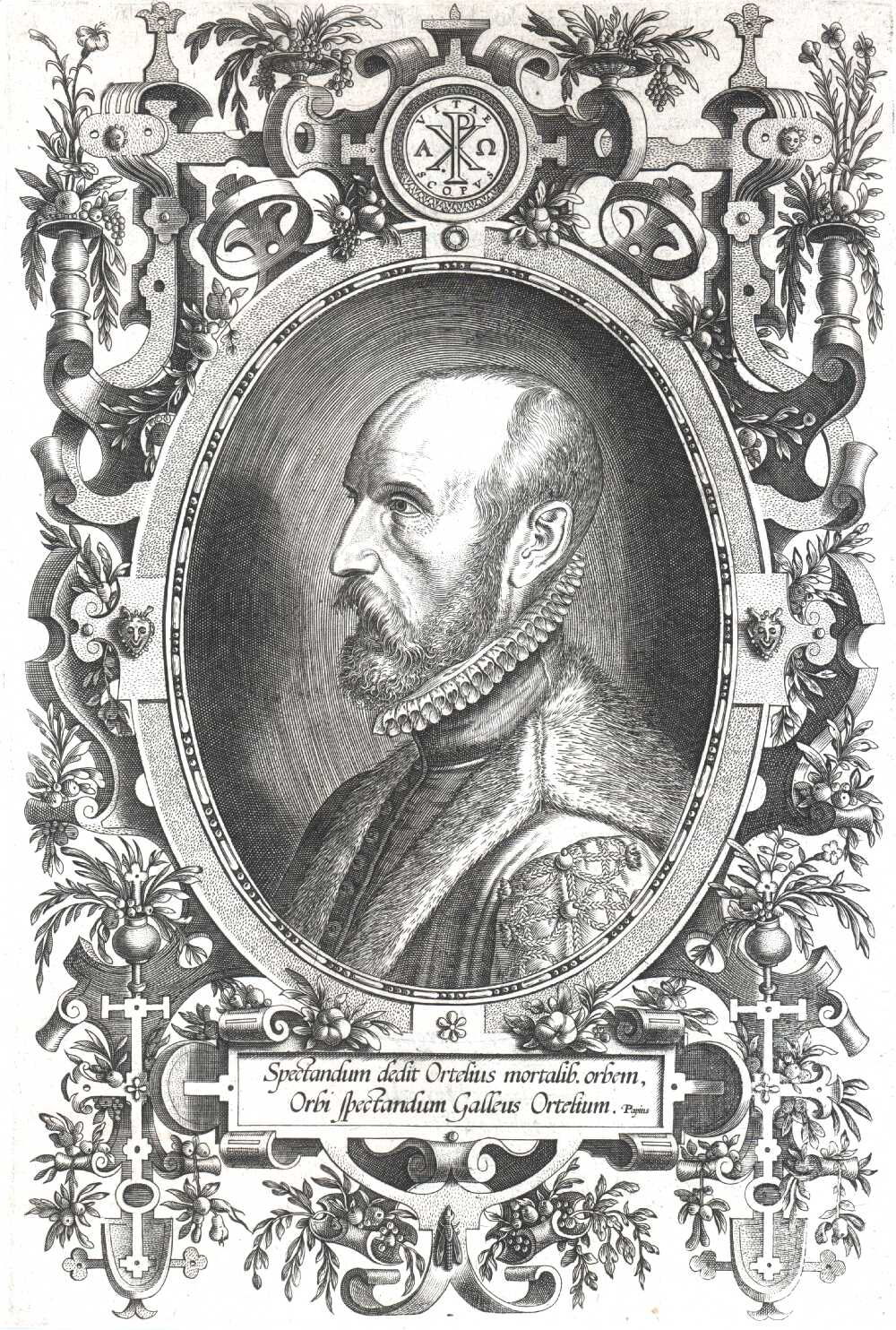
Portret van Abraham Ortelius

Vanaf de jaren 1980 legde Marcel van den Broecke zich toe op het bestuderen van oude kaarten en specialiseerde zich in de studie van leven en werk van de Antwerpse cartograaf Abraham Ortelius (1527-1598).
Hij publiceerde in 1996 Ortelius Atlas Maps, (HeS uitgeverij, Houten, 307 pp.), waarvan een herschreven en sterk uitgebreide tweede druk verscheen in 2011, 708 pp. 
In 1998 redigeerde hij samen met Peter van der Krogt en Peter Meurer Abraham Ortelius and the first atlas. Essays commemorating the Quadricentennial of Death, 1598-1998 (HeS uitgeverij, 430 pp.), met daarin ook eigen bijdragen.
Ortelius was de eerste cartograaf die in 1570 een wereldatlas samenstelde en zelf uitgaf. De combinatie van zelf cartografische afbeeldingen van verscheidene bronnen samen te stellen, of zijn bron bij name te noemen, hier op de achterkant van de kaart zelf teksten voor te schrijven, deze te laten drukken en vervolgens zelf uit te geven en te verkopen was voor die tijd uniek en maakte hem vermogend. Hij was innig bevriend met de eveneens Vlaamse cartograaf Gerard Mercator die een halve generatie ouder was. Ortelius had grote bewondering voor Mercators kwaliteiten als wiskundige, ontwerper van een nieuwe projectiemethode om een bol af te beelden op een plat vlak, voor zijn kunde als graveur, en voor zijn kwaliteiten als landmeter. 
Omgekeerd had Mercator groot respect voor Ortelius als kenner van Griekse en Latijnse geschriften, voor zijn enorme talenkennis die naast zijn moedertalen Nederlands en Frans via zelfstudie ook een autoriteit werd in het Grieks, Latijn, Italiaans, Spaans, Portugees en Duits. Door Ortelius’ besluit zijn eigen uitgever voor zijn atlassen te worden, werd hij vermogend, terwijl Mercator zijn leven lang moeite had het hoofd boven water te houden, maar Ortelius en Mercator hadden wederzijds diep respect jegens de ander voor ieders kennis en kunde. Geen wonder dat de Nederlandse cartograaf Willem Blaeu in 1635 zijn eerste atlas de namen van Mercator en Ortelius meegaf als de beste voorbeelden die hij kende.

## Publicaties

### Fonetiek
- Ter sprake. Spraak als betekenisvol geluid in 36 thematische hoofdstukken (red.). (3e, gecorr. en aangevulde dr.) Dordrecht, ICG Publications, 1994. ISBN 90-6765-385-3. (1e dr. 1988 en 2e dr. 1989 uitg. Foris met zelfde ISBN.)

### Ortelius

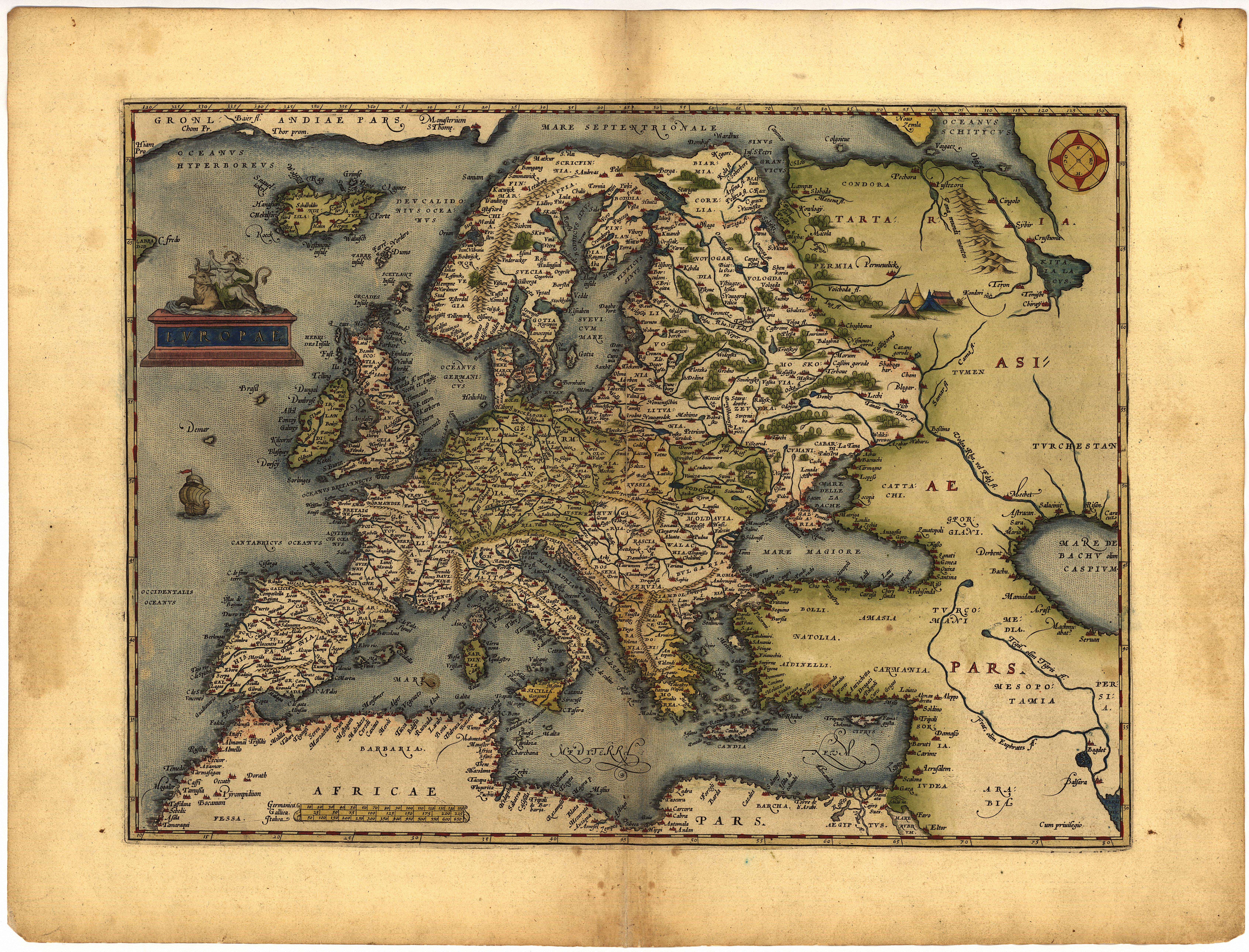
Europakaart door Ortelius

- 'How rare is a map and the atlas it comes from? Facts and speculations on production and survival of Ortelius’ Theatrum Orbis Terrarum and its maps', in: The Map Collector, 1986, 36: pp. 2-15.
- 'Variaties binnen edities van oude atlassen, geïllustreerd aan Ortelius’ Theatrum Orbis Terrarum', in: Caert Thresoor, 1994, 13 (4): pp. 103-110
- 'Unstable editions of Ortelius’ atlas', in: The Map Collector, 1995, 70: pp. 2-8
- 'Ortelius zag de continenten al drijven', in: Caert-Thresoor, 1995, 14: pp. 9-10
- Ortelius Atlas Maps: an illustrated guide HES Publishers, 1996, 312 pp.
- 'Platen en staten in Ortelius’ Theatrum Orbis Terrarum', in: Capita Selecta uit de geschiedenis van de kartografie, ed. P. van der Krogt. NVK publikatiereeks nr. 18, Amersfoort, Nederlandse Vereniging voor Kartografie, pp. 39-42
- 'Abraham Ortelius', Mercators World, 1997, 2(3): pp. 18-24
- 'Introduction to the Life and Works of Abraham Ortelius', in: Abraham Ortelius and the First Atlas, M.P.R. van den Broecke, P. van der Krogt & P.H. Meurer, eds., ‘t Goy-Houten, HES Publishers, 1998, pp. 29-54
- 'The Plates of Ortelius’ Theatrum Orbis Terrarum', in: Abraham Ortelius and the First Atlas, Marcel van den Broecke, Peter van der Krogt & Peter H. Meurer, eds., ‘t Goy-Houten, HES Publishers, 1998, pp. 383-390
- 'Unmasking a Forgery', Mercators World, 1998, 3(3): pp. 46-49
- 'Abraham Ortelius, grondlegger van de moderne kartografie', in: Kartografisch Tijdschrift, 1998, 24: pp. 4-8
- 'Ortelius as a Scientist, Collector and Merchant', in: Journal of the International Map Collector’s Society (Imcos) 1998, 77: pp. 21-31
- 'Historical Maps in the First Modern Atlas by Abraham Ortelius – Their Justification and Purpose, exemplified by their texts', Brussels International Map Collector Society (BIMCS), February 2002, pp. 12-16 & 20-35
- 'Historische kaarten en hun teksten in de eerste moderne atlas van Abraham Ortelius', in: Caert-Thresoor, 2002, 22(2): pp. 29-39, met een Engelse samenvatting
- 'Correcties op het boek Ortelius Atlas Maps', in: Caert-Thresoor, 2003 22(2): pp. 60-61
- 'De eerste staat van Vrients/Philip Galle's Inferioris Germaniae kaart gevonden', in: Caert-Thresoor, 2004, 23(1): pp. 1-4
- 'De Utopia kaart van Ortelius', in: Caert-Thresoor, 2004, 22(4): 89-93
- 'Has the fourth Ortelius Americas plate ever been used?', in: Mapforum, 2005, 7: pp. 28-32
- 'Oceanography in Ortelius’s atlas text', in: International Journal on the history of Oceanography, 2005, issue 17, pp. 4-9
- 'Unmasking another Ortelius atlas map forgery: Iceland', in: IMCOS Journal, 2006 issue 106, pp. 7-9
- 'Ortelius’ Zeeland kaart revisited', in: Caert-Thresoor, 2007, 26: p. 16
- 'The significance of language: The Texts on the Verso of the Maps in Abraham Ortelius’ Theatrum Orbis Terrarum', Imago Mundi Vol. 60 Part 2: 2008, pp. 202-210
- 'Ortelius’ Theatrum Orbis Terrarum (1570-1641) Characteristics and development of a sample of on verso texts', in: Netherlands Geographical Studies 380, ISSN 0169-4839, ISBN 978-90-6809-423-7 KNAG The Hague, 304 pp.
- 'Ortelius’ Epitomes?', in: Caert-Thresoor, 2011, 30(2): pp. 47-51
- Ortelius Atlas Maps, An illustrated guide, Second revised edition, ‘t Goy-Houten, HES Publishers, 2011
- 'Ortelius’ Brittenburg',in: Caert-Thresoor, 2011, 32: pp. 42-46
- 'Ortelius’ Engravers and Engravings. How many engravers did Ortelius employ for his maps, and how can they be identified?', in: Imcos Journal 134, Autumn 2013, p. 29-37
- 'Ortelius’ Libary Reconstructed', in: Imago Mundi, 2014, 66.1: pp. 25-50
- 'Ortelius’ Merchandise: His Atlases, Then and Now', in: The Portolan 2014, 90: pp. 8-33
- 'Mercator and Ortelius, two of a kind?', in: A world of innovation, Cartography in the Time of Gerhard Mercator, edited by Gerhard Holzer, Valery Newby, Petra Svatek and Georg Zotti, Cambridge Scholars Publishing (2015), chapter 9, p. 160-180
- Abraham Ortelius, 1527-1598. His life, works, sources and friends, in eigen beheer uitgegeven, 2015
- (samen met Deborah Günzburger) 'The Wanderings of patriarch Abraham', in: Abraham Ortelius and the First Atlas, Marcel van den Broecke, Peter van der Krogt & Peter H. Meurer, eds., ‘t Goy-Houten, HES Publishers, 1998
- Peter van der Krogt & Peter H. Meurer (eds.), Abraham Ortelius and the First Atlas, ‘t Goy-Houten, HES Publishers, 1998
- (samen met Ferjan Ormeling) 'What’s in a Name (topographical names on Ortelius’ Utopia map)', in: The Map Book, Peter Barber (ed.) p. 132-133, Weidenfeld & Nicholson, London, UK, 2005

## Privé
- Marcel van den Broecke was een kleinzoon van voormalig Ajax-voetballer Piet van den Broecke.
- Hij was getrouwd met dr. Deborah Günzburger, die in 1978 promoveerde en verbonden was aan het Utrechtse fonetische instituut en die hem overleefde.